# 에디스 엣워터

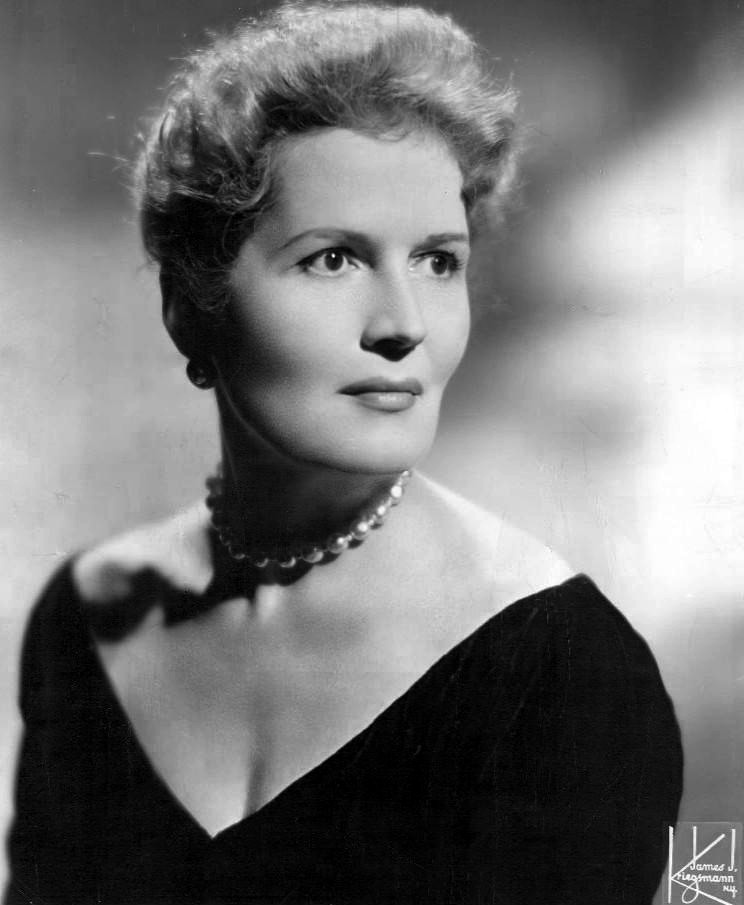

에디스 엣워터(Edith Atwater, 1911년 4월 22일 ~ 1986년 3월 14일)는 미국의 배우, 연극 배우, 텔레비전 배우, 영화배우이다.
시카고에서 태어났으며 로스앤젤레스에서 사망하였다. 사인은 암이다.

## 방송
- 용감한 형제

## 영화
- 발 류튼: 그림자 속의 사나이 (2007년)
- 낫츠 랜딩 (1979년)
- 용감한 형제 (1977년)
- 가족 음모 (1976년)
- 꿈의 조각들 (1970년)
- 진정한 용기 (1969년)
- 잇 해펀드 앳 더 월드 페어 (1963년)
- 사도니쿠스씨 (1961년)
- 보난자 (1959년)
- 성공의 달콤한 향기 (1957년)
- 디즈니랜드 (1954년)
- 테레사 (1951년)
- 신체 강탈자 (1945년)